# رون فلاکارت (راننده مسابقه)
رون فلاکارت (انگلیسی: Ron Flockhart؛ زادهٔ ۱۶ ژوئن ۱۹۲۳ در ادینبرا، درگذشتهٔ ۱۲ آوریل ۱۹۶۲ در کالیستا، ملبورن) رانندهٔ مسابقات اتومبیل‌رانی فرمول یک اهل بریتانیا بود که در فصل ۱۹۵۴، و دوباره از فصل ۱۹۵۶ تا ۱۹۶۰ در مجموع در چهارده گراند پری شرکت کرد.
او در طول دوران فعالیت خود در فرمول یک تنها ۱ بار بر روی سکو رفت و ۵ امتیاز را نیز به نام خود به‌ثبت رساند.
فلاکارت در ۱۲ آوریل ۱۹۶۲ در یک حادثهٔ سقوط هواپیما به‌هنگام تلاش برای شکستن رکورد زمانی پرواز از سیدنی تا لندن در کالیستا، ملبورن درگذشت.